# Luckenbach (Texas)
Luckenbach è una comunità non incorporata degli Stati Uniti d'America situata nella Contea di Gillespie dello Stato del Texas.
Si trova a 13 miglia (19 chilometri) da Fredericksburg.

## Geografia fisica
I suoi circa 9,142 ettari (37.000 m2) si trovano tra il Sud Grape Creek (un affluente del fiume Pedernales) e lo Snail Creek, a sud della U.S. Highway 290 e sul lato sud della Farm to Market Road 1376. Questa posizione è circa 50 miglia (80 km) a nord di San Antonio e 69 miglia (111 km) a ovest di Austin.